# 砲艦サンパブロ
『砲艦サンパブロ』（ほうかんサンパブロ、The Sand Pebbles）は、1966年公開のアメリカ映画。ロバート・ワイズ監督による、1920年代の中国を舞台に、アメリカ海軍の砲艦サンパブロ（USS San Pablo）における反抗的な水兵の姿を描いた作品。
出演はスティーブ・マックイーン、リチャード・アッテンボロー、リチャード・クレンナ、キャンディス・バーゲン、マコ岩松ら。後に小説家として知られるエマニュエル・アルサンがマラヤット・アンドリアンヌの名で出演している。
原作はリチャード・マッケナによる1962年の同名小説。ロバート・アンダーソンが脚本を担当した。

## キャスト
| 役名                   | 俳優                       | 日本語吹替 | 日本語吹替 | 日本語吹替 |
| 役名                   | 俳優                       | TBS版      | LD版       |            |
| ---------------------- | -------------------------- | ---------- | ---------- | ---------- |
| ジェイク・ホールマン   | スティーブ・マックイーン   | 宮部昭夫   | 伊武雅刀   |            |
| フレンチー・バーゴイン | リチャード・アッテンボロー | 内田稔     | 青野武     |            |
| コリンズ大尉           | リチャード・クレンナ       | 加藤和夫   | 仲村秀生   |            |
| シャーリー・エッカート | キャンディス・バーゲン     | 清水良英   | 鈴木弘子   |            |
| メイリー               | マラヤット・アンドリアンヌ |            | 有馬瑞子   |            |
| ポー・ハン             | マコ岩松                   | 秋元羊介   | 清川元夢   |            |
| ジェームソン           | ラリー・ゲイツ             |            |            |            |
| ボーデレス少尉         | チャールズ・ロビンソン     |            |            |            |
| ストウスキー           | サイモン・オークランド     |            |            |            |
| ハリス                 | フォード・レイニー         |            |            |            |
| ブロンソン             | ジョー・ターケル           |            |            |            |
| クロスリー             | ギャビン・マックロード     |            |            |            |

- TBS版 - 初回放送1972年10月2日前編、9日後編『月曜ロードショー』※本編ノーカット
  - 再放送『CINEMAだいすき!』他
- LD版 - 品番／FY556-46MA
  - 翻訳：平田勝茂、制作：東北新社

※DVDとブルーレイには日本語音声は収録されていない。

※字幕翻訳：金田文夫

## 受賞
本作は複数のアカデミー賞にノミネートされた。：主演男優賞（スティーブ・マックイーン）、助演男優賞（マコ岩松）、美術賞、撮影賞、編集賞、作曲賞、作品賞、音響賞。
ゴールデングローブ賞では、助演男優賞受賞(リチャード･アッテンボロー)